# Дитинка

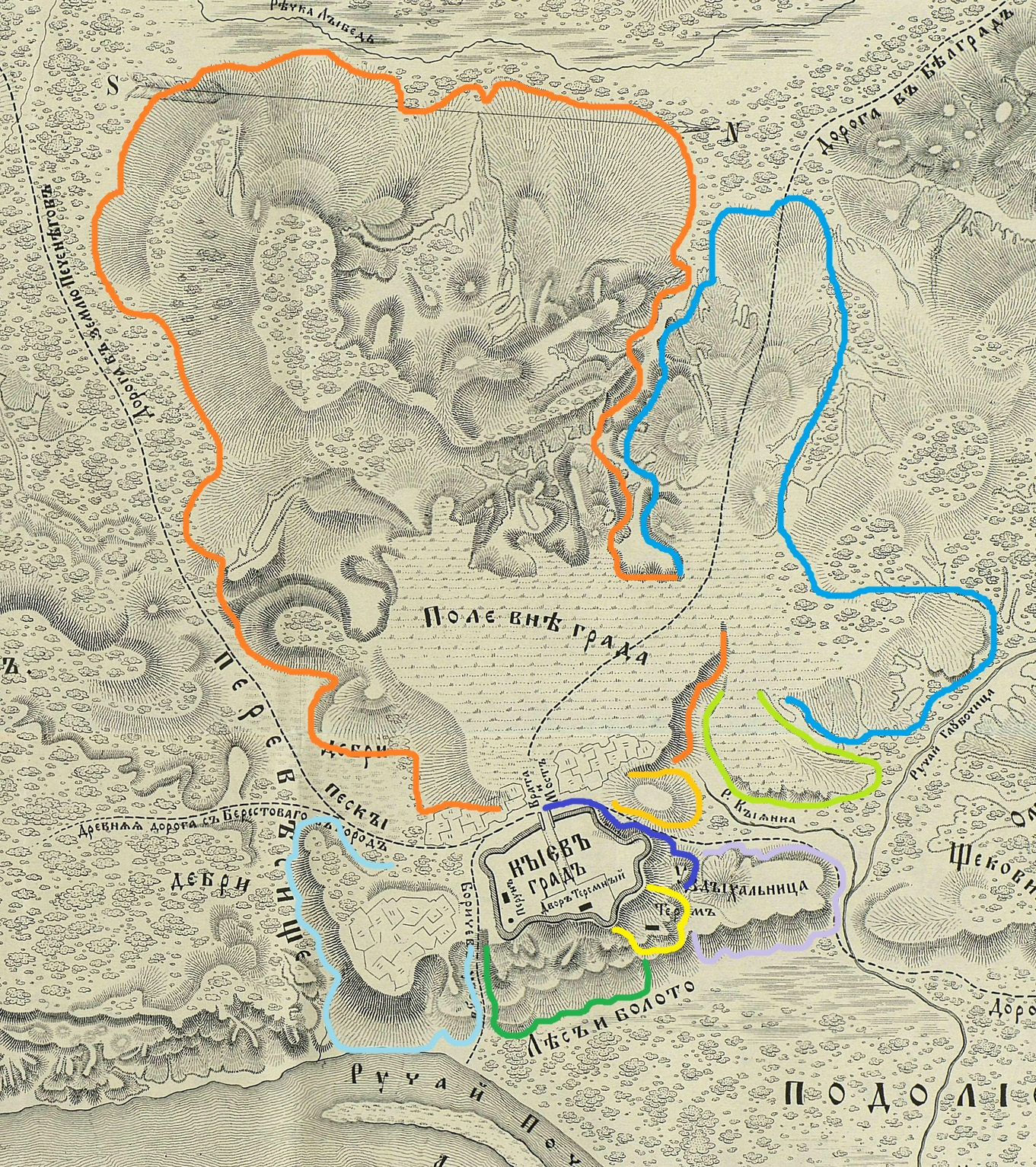
Дитинка; Старокиївське плато; Старокиївська гора; Андріївська гора; Уздихальниця; Михайлівська гора; Кудрявець; Волова гора; Замкова гора.

Дити́нка — гора в Києві, що являє собою клиноподібний відріг Старокиївської гори з боку Подолу. З північної сторони Дитинка межує з давнім урочищем Кожум'яки, з південної — з Гончарами, таким чином розмежовує їх.
На горі знайдені археологічні пам'ятники зарубецько-корчуватської культури (сер. III ст. до н. е. — I—II ст. н. е.). Також виявлені нашарування із залишків матеріальної культури часів Київської Русі, наприклад, залишки християнського кладовища XII—XIII століть. Дитинка згадується в численних історичних документах (зокрема в «Ревізії Замку Київського», XVI ст.). Як важлива ланка укріпленої частини міста — дитинця.
В даний час — заповідна зона. Будучи зеленою територією в центрі міста, Дитинка стала місцем відпочинку киян — тут часто роблять шашлики, влаштовують пікніки.

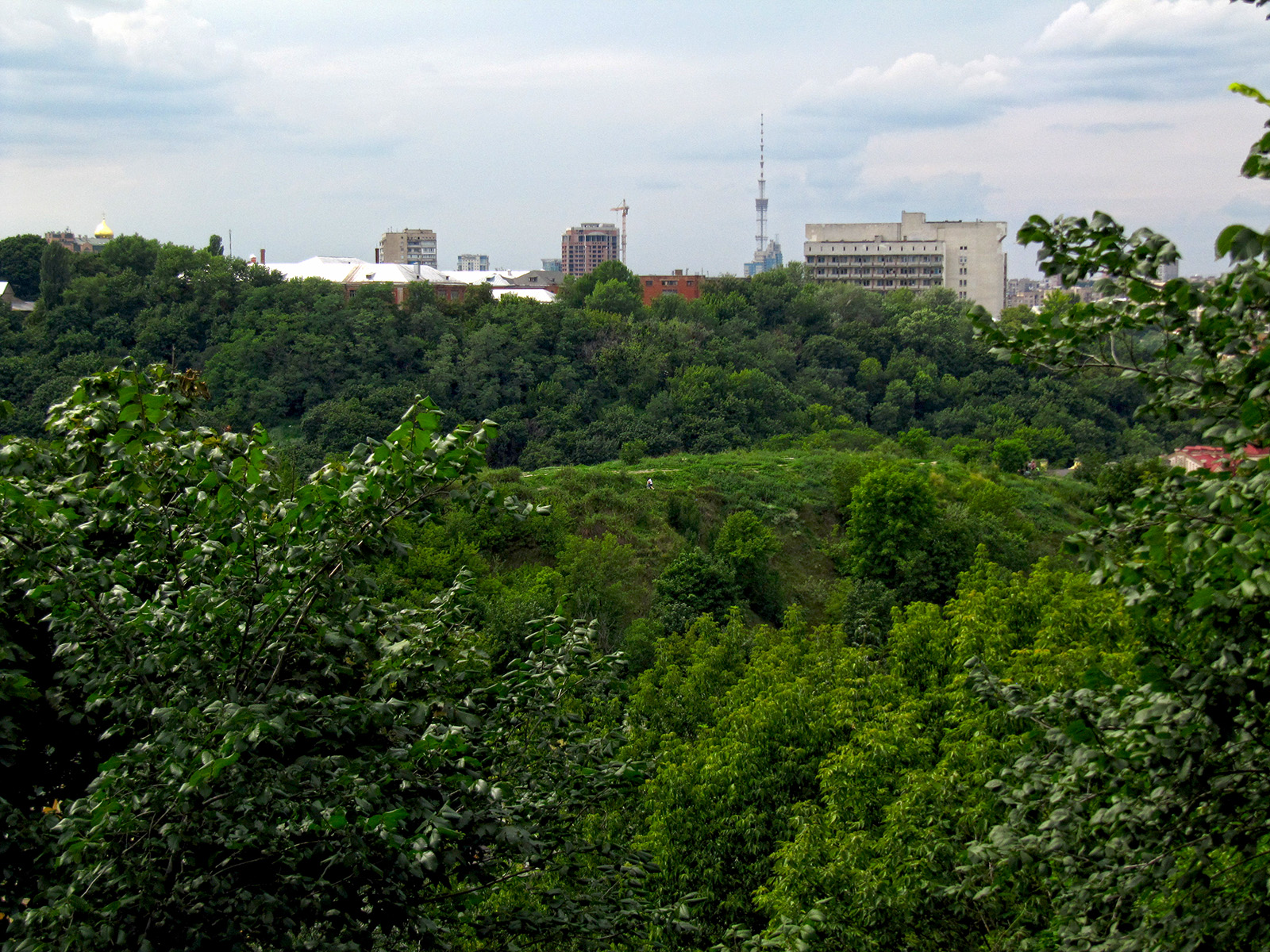
Гора Дитинка, вид із Старокиївської гори
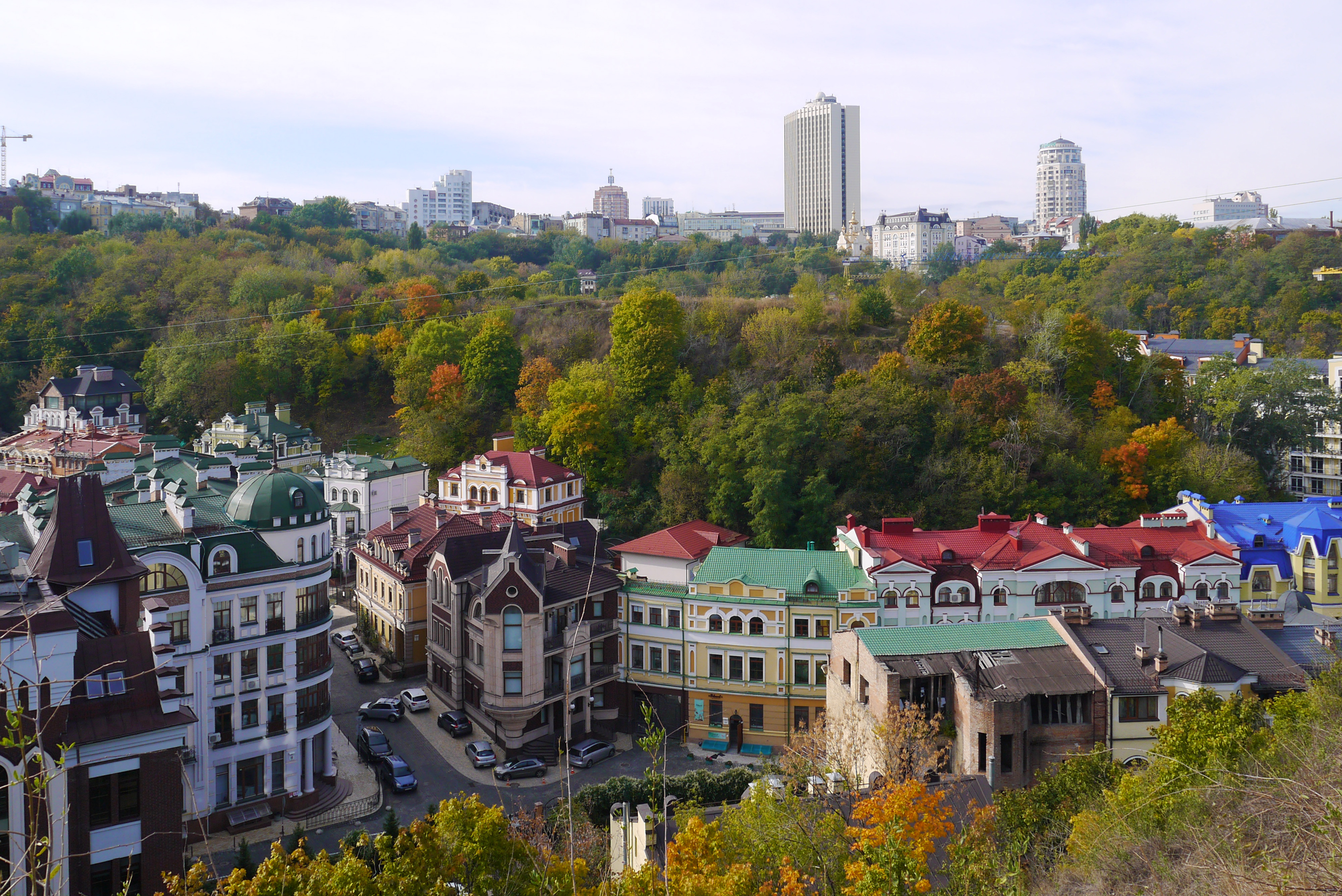
Гора Дитинка в оточенні міської забудови
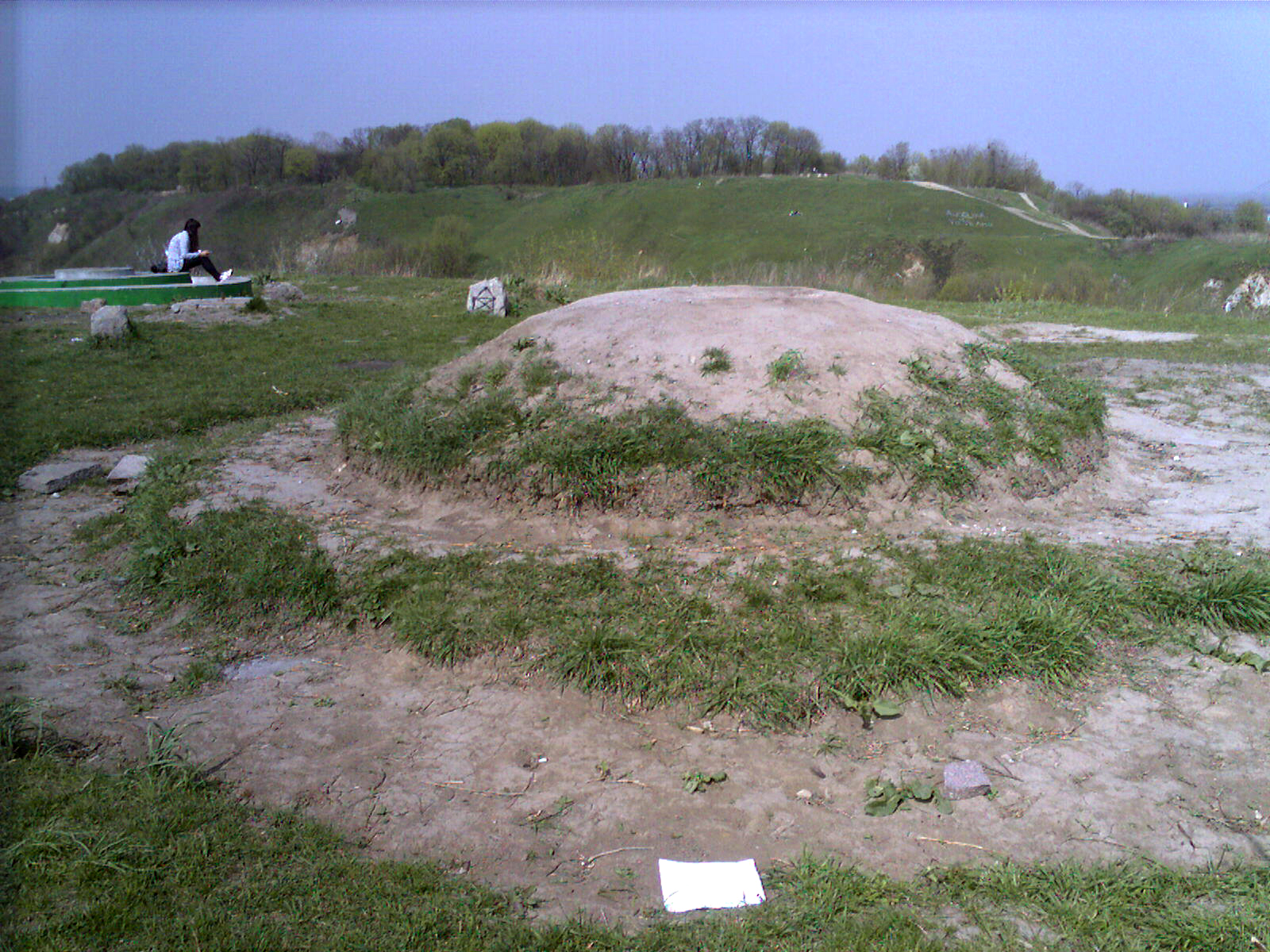
На вершині гори
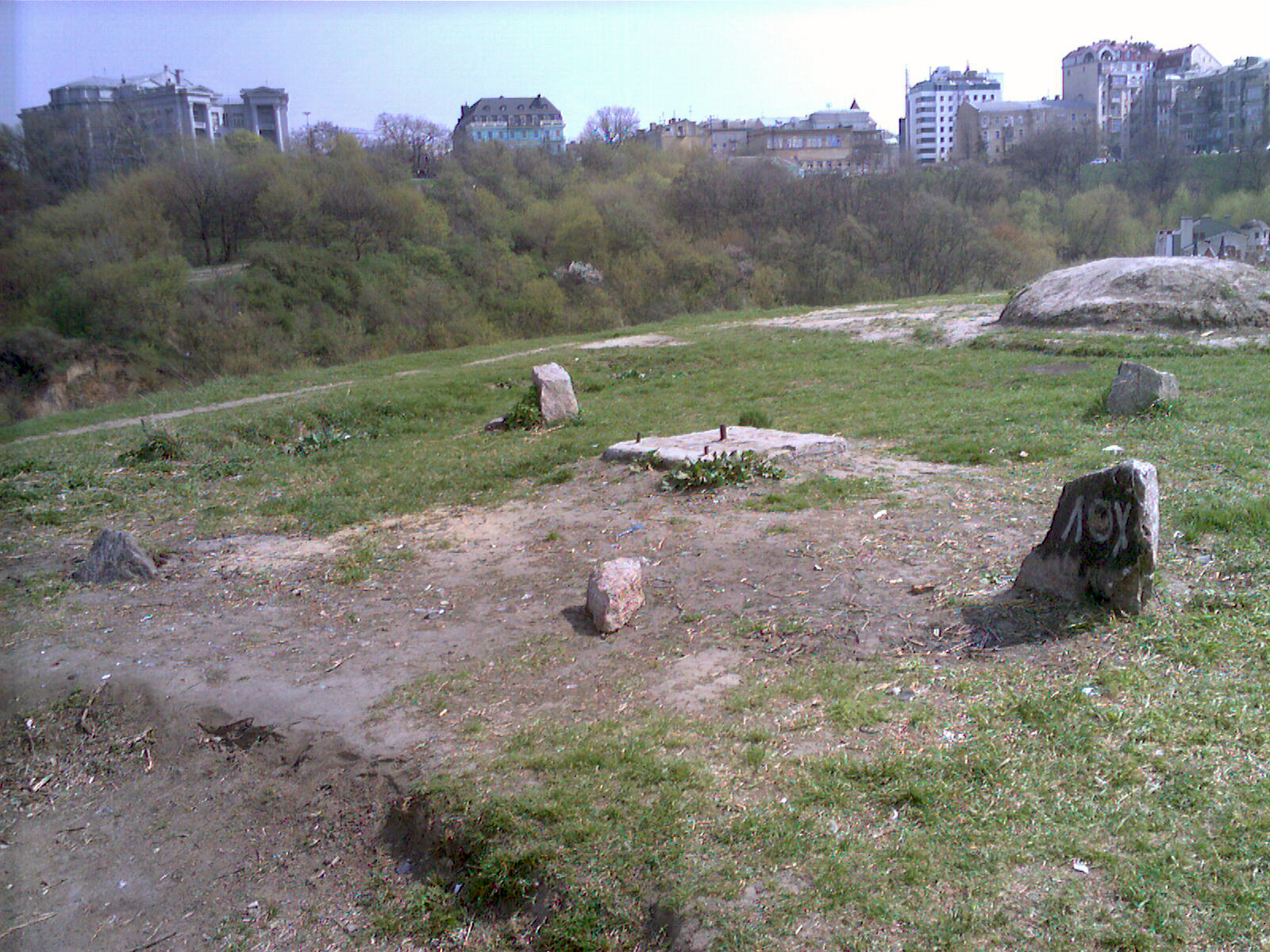